# およしになってねTEACHER
「およしになってねTEACHER」（およしになってねティーチャー）は、おニャン子クラブの楽曲で、2枚目のシングル。1985年10月21日にキャニオン・レコード（現・ポニーキャニオン）から発売された。
メインボーカルは、前シングル「セーラー服を脱がさないで」と同じ新田恵利、中島美春、福永恵規、内海和子の4人。
作詞をした秋元康によると、「清純なんです」と言い切るのではなく、「清純路線なんです」という風にあえて女子高生側の本音のネタばらし的な詞になっているところがポイントであるという。
歌詞は、教師と生徒の間の恋愛という「禁断の関係」を題材としたものである。2024年2月16日放送のTBS系ドラマ「不適切にもほどがある!」で、主人公が「セーラー服を脱がさないで」を歌うシーンがネット上で話題となった際、令和の時代感覚で振り返ると、歌詞が「けしからん」曲として『およしになってねTEACHER』に言及するネット上のコメントが、デイリースポーツにより報じられた。ネット上では「もちろん良い曲も沢山あった」「言い出したらキリないくらい（秋元）先生は攻めてた昭和」などと、令和とは異なる昭和の時代背景に理解を示すコメントもあった。

## 収録曲
- 全作詞：秋元康　作曲・編曲：佐藤準

1. およしになってねTEACHER
2. テディベアの頃 -少女の香り-
  - 新田恵利+おニャン子クラブ（中島美春・福永恵規・内海和子）

## 収録作品
- 夢カタログ (#1)
- PANIC THE WORLD (#1)
- スーパーベスト (#1)
- 家宝 (#1)
- おニャン子クラブ ベスト (#1)
- おニャン子クラブA面コレクション Vol.1 (#1)
- MYこれ!クション おニャン子クラブBEST (#1)
- Myこれ!クション 新田恵利BEST2 (#2)
- 「おニャン子クラブ」SINGLESコンプリート
- Myこれ!チョイス 14 「夢カタログ」+シングルコレクション
- おニャン子クラブ大全集 for HiQualityCD 上・下巻 限定CD-BOX